# Épieu
L'épieu, épieu de chasse, espié ou pieul à ferrer est un type de lance, munie d'une barre d'arrêt appelée croisette, essentiellement utilisée dans le domaine de la chasse au gros gibier comme le sanglier, le cerf ou l'ours,. Elle peut être également utilisée dans le domaine militaire pour combattre les ennemis.

## Description
L'arme est composée d'un fer à douille à lame large en forme de feuille de sauge à double tranchant ou en forme de cœur aplati monté sur une hampe, épaisse d'environ 1,60 m de long,,. À la base du fer, se trouve une « croisette » ou barre d'arrêt, une sorte de goupille destinée à empêcher l'épieu de trop pénétrer dans l'animal et ainsi de le maintenir à distance. La hampe est souvent noueuse, couverte de lanières de cuir, de cordes ou fortement cloutée pour permettre une meilleure préhension,.

## Utilisation
L'épieu s'utilise d'estoc (frappe de la pointe). L'arme se tient fermement soit sous l'aisselle (à cheval) soit à deux mains comme une lance (à pied) et plus rarement, des modèles plus légers sont utilisés comme des javelots. La lame est conçue pour provoquer des blessures hémorragiques afin d'affaiblir l'animal.

## Évolution
Le fer évolue avec la transformation de la barre d’arrêt en ailettes (solidaire de la douille).

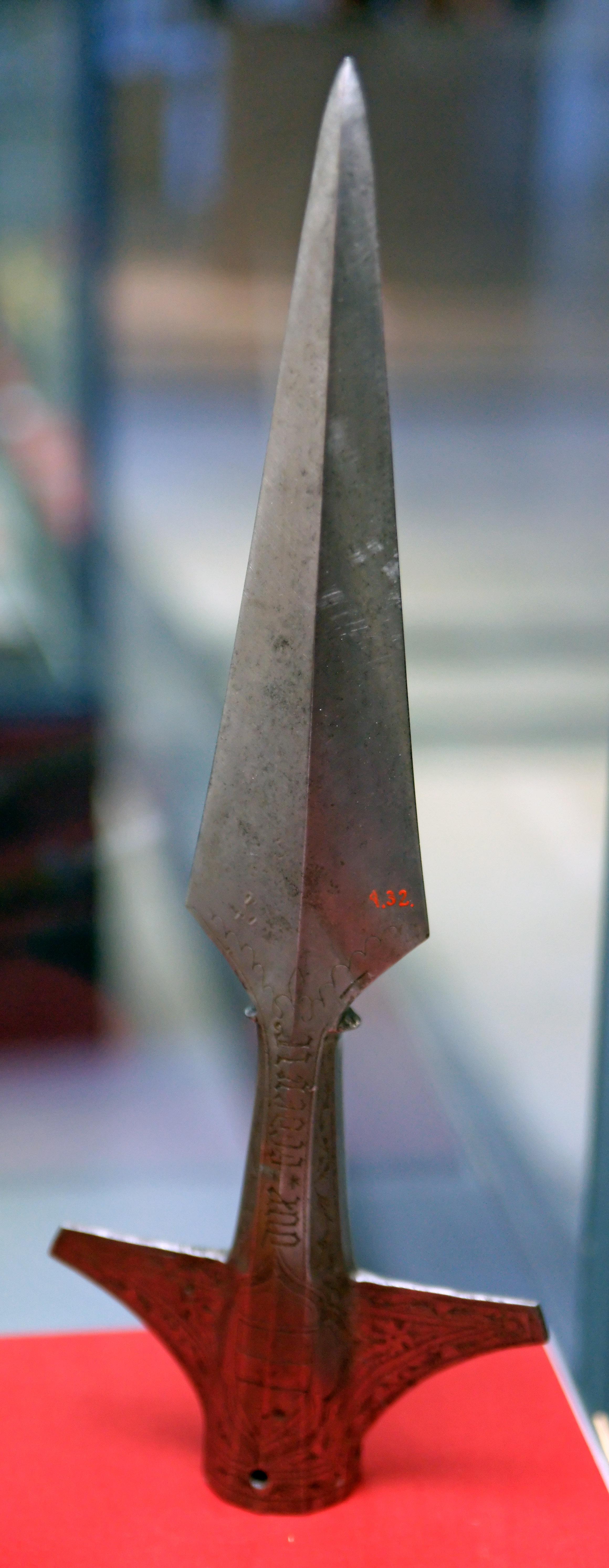
Fer d'épieu de chasse à ailette de Frédéric IV d'Autriche.

Une version militaire, l'épieu de guerre, apparaît vers le VIIIe siècle. Elle se différencie principalement par la présence d'attelle de renfort sur la hampe.
L'épieu est encore utilisé sous une forme moderne à la chasse pour achever le gros gibier même s'il a été largement remplacé par l'usage du fusil ou du couteau pour servir les animaux.